# Hyloxalus awa
Hyloxalus awa – gatunek płaza bezogonowego z rodziny drzewołazowatych (Dendrobatidae). 

## Występowanie
Podobnie jak wiele innych przedstawicieli drzewołazowatych zwierzę to jest gatunkiem endemicznym – żyje tylko w północno-zachodnim Ekwadorze na zachodnich zboczach Andów i przyległych nizinach położonych nad Pacyfikiem. Gatunek był spotykany na wysokościach 40–1327 m n.p.m.

## Ekologia
Zamieszkuje wilgotne podgórskie lasy tropikalne, preferując obszary wzdłuż strumieni i obszary zalewowe.
Samica składa jaja poza wodą, na ściółce lub niskiej roślinności. Następnie dorosłe osobniki przenoszą kijanki na plecach do pobliskich strumieni, gdzie rozwijają się one dalej i przeobrażają.

## Status zagrożenia
W Czerwonej księdze gatunków zagrożonych IUCN Hyloxalus awa od 2019 roku klasyfikowany jest jako gatunek najmniejszej troski (LC, ang. Least Concern); wcześniej, od 2004 roku uznawano go za gatunek narażony (VU, ang. Vulnerable). Płaz ten jest dość pospolity w dogodnych dla siebie siedliskach, a trend jego liczebności wydaje się stabilny.
Głównym zagrożeniem dla gatunku jest utrata siedlisk spowodowana przez rozwój rolnictwa, zanieczyszczenia rolnicze i pozyskiwanie drewna.